# Comtat de Zelanda
|  | Per a altres significats, vegeu «Zelanda (desambiguació)». |

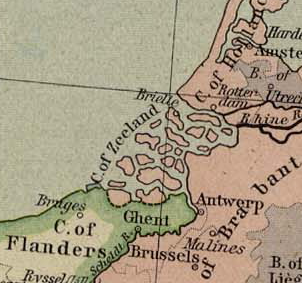
Mapa del comtat de Zelanda

El Comtat de Zelanda era un comtat, format per a una sèrie d'illes als estuaris de l'Escalda, del Mosa i del Rin. Va formar una unió personal amb el comtat de Flandes fins a la Pau de París (1323) quan Flandes/Hainaut va cedir-lo al comtat d'Holanda. Tot i això va mantenir el seu estatut jurídic diferent durant la unió personal amb Holanda i més tard amb Borgonya.

## Comtes de Zelanda
El comtat va compartir unes institucions amb les províncies veïnes, com el Consell superior d'Holanda, Zelanda i Frísia occidental, el consell superior de justícia que va crear-se després de la ruptura amb el sobirà Felip II de Castella el 1582. Després de la Guerra dels vuitanta anys va esdevenir una de les set províncies que van constituir la República de les set Províncies Unides. El 1583, els Estats Generals dels Països Baixos de la república van establir el seu a Middelburg abans de transferir-lo el 1585 a La Haia.
El comtat, ja força integrat a la república, va parar d'existir després de la creació de la República Batava el 1795, després de la revolució francesa. Els francesos que volien rompre amb les fronteres feudals, van crear un departament Escalda i Mosa que va incorporar Zelanda i parts de Brabant dels Estats.
Després del Tractat de Londres (1839), Flandes dels Estats va afegir-se a la província de Zelanda.

## Ciutats del comtat
Ciutats amb veu als Estats de Zelanda
- Middelburg (1217)
- Zierikzee (1248)
- Reimerswaal (1374 – 1574
- Goes (1405)
- Tholen (1366)
- Vlissingen (1315)
- Veere (1355)

Ciutats petites Smalsteden sense veu als estats:
- Arnemuiden (1574)
- Brouwershaven (1477)
- Domburg (1223)
- Kortgene (1431)
- Sint Maartensdijk (1491)
- Westkapelle (1223)

## Lliste de comtes
L'emperador Enric II del Sacre Imperi Romanogermànic va cedir les cinc illes de la Zelanda meridional a Balduí IV de Flandes. Robert I el Frisó les va infeudar al seu gendre Thierry V comte d'Holanda. El domini de les illes va agitar en endavant les relacions entre Holanda i Flandes. Florenci V d'Holanda (1256-1296), va dominar tota la regió de Zelanda; després del període de conflictes de 1296 a 1323, Zelanda fou reconeguda a Holanda el per la Pau de París (1323) i Flandes/Hainaut hi va renunciar. En endavant els dos comtats van romandre sempre una unió personal.

Armes dels comtes d'Holanda

- Florenci IV d'Holanda (1222-1234), es titula sense dret comte de Zelanda
- Guillem II d'Holanda (1234-1256), també es titula comte de Zelanda el 1246.
- Florenci V d'Holana (1256-1296), va agafar el control de Zelanda i es va titular comte de Zelanda
- Guyot, fill de Guiu de Dampierre, agafa el títol de comte de Zelanda de 1296 a 1310.
- Guillem III d'Avesnes (1310-1337), comte d'Hainaut i d'Holanda, rep Zelanda per la part del 1323.
- Guillem IV d'Avesnes (1337-1345), comte d'Hainaut, d'Holanda i de Zelanda.

Tot seguit va passar als Wittelsbach, a la casa de Borgonya i a la casa d'Àustria però els dos comtats ja van romandre sempre units sota el mateix sobirà.
Vegeu la llista de comtes d'Holanda